# ادریس دبی
ادریس دبی ایتنو (به فرانسوی: Idriss Déby) (زاده ۱۸ ژوئن ۱۹۵۲ – درگذشته ۲۰ آوریل ۲۰۲۱ ) رئیس‌جمهور چاد از سال ۱۹۹۰ تا ۲۰۲۱ و رئیس جنبش نجات میهن‌پرستی بود. وی رهبری یک کودتا علیه رئیس‌جمهور حسین حبری در دسامبر ۱۹۹۰ را برعهده داشت و به این ترتیب قدرت را به دست گرفت و از شورش‌های مختلف بعدی و تلاش‌هایی که برای کودتا علیه وی صورت گرفت جان سالم به در برد. دبی در انتخابات ۱۹۹۶ و ۲۰۰۱ پیروز شد و پس از برداشتن موانع قانونی و محدودیت‌های تکرار دوره ریاست‌جمهوری موفق شد در سال‌های ۲۰۰۶، ۲۰۱۱، ۲۰۱۶ و ۲۰۲۱ دوباره در انتخابات پیروز شود. دبی باعث شد تا چاد در پایین فهرست شاخص مردم‌سالاری قرار گیرد. او در ۲۰ آوریل ۲۰۲۱ هنگام فرماندهی نیروهای خود علیه شورشیان جبهه تغییر و توافق چاد (FACT) کشته شد.

## زندگی سیاسی
ادریس دبی در دسامبر ۱۹۹۰ با کودتای نظامی دولت حسین حبری را ساقط کرد و در انتخابات ریاست جمهوری سال ۱۹۹۶ و ۲۰۰۱ قدرت را به دست آورد و پس از آن با تغییر در قانون اساسی توانست دوباره در انتخابات سال ۲۰۰۶ و ۲۰۱۱ نیز نامزد شرکت در انتخابات ریاست‌جمهوری چاد شود و به پیروزی برسد. او در ژانویه ۲۰۰۶ به نام خانوادگی خود "Itno" را اضافه کرد.
انجام اصلاحات قانون اساسی چاد در سال ۲۰۰۵ به منظور مجوز شرکت در انتخابات ریاست‌جمهوری، سبب شد که دبی پشتیبانی ارتش را از دست بدهد و این کشور دچار شورش‌های فراوانی از سمت مخالفان شود.
انتخابات ۲۰۲۱ ریاست‌جمهوری چاد، با تحریم «صالح کبزابو»، «واد العبد القادر کاموگه» و «گارلژی یورونگ» سه نامزد مخالف دولت در انتخابات همراه شد. این سه نامزد مخالف ادریس دبی از وجود هزاران کارت انتخاباتی اضافی خبر داده بودند. دبی در این انتخابات تنها با «پاهامی پاداکت آلبرت» و «ناجی مادو» که با آرای زیر ۵ در صد آوردند به رقابت پرداخت.

## مرگ
اعلام پیروزی دبی در انتخابات ساختگی ریاست‌جمهوری با بیش از ۷۹ درصد آرا موجب تشدید درگیری‌ها در چاد شد. روز ۲۰ آوریل ۲۰۲۱ دبی براثر جراحات ناشی از درگیری‌ها با شورشیان در شمال این کشور کشته شد. دبی برای بازدید از نیروهای نظامی به خط مقدم درگیری‌ها با شورشیان در مرز چاد با لیبی رفته بود. بدنبال مرگ دبی، پارلمان و دولت منحل شد و محمد ادریس دبی، پسر دبی، برای ۱۸ ماه اداره کشور را برعهده گرفت. 